# Leucopogon verticillatus
Leucopogon verticillatus är en ljungväxtart som beskrevs av Robert Brown. Leucopogon verticillatus ingår i släktet Leucopogon och familjen ljungväxter. Inga underarter finns listade i Catalogue of Life.

## Bildgalleri

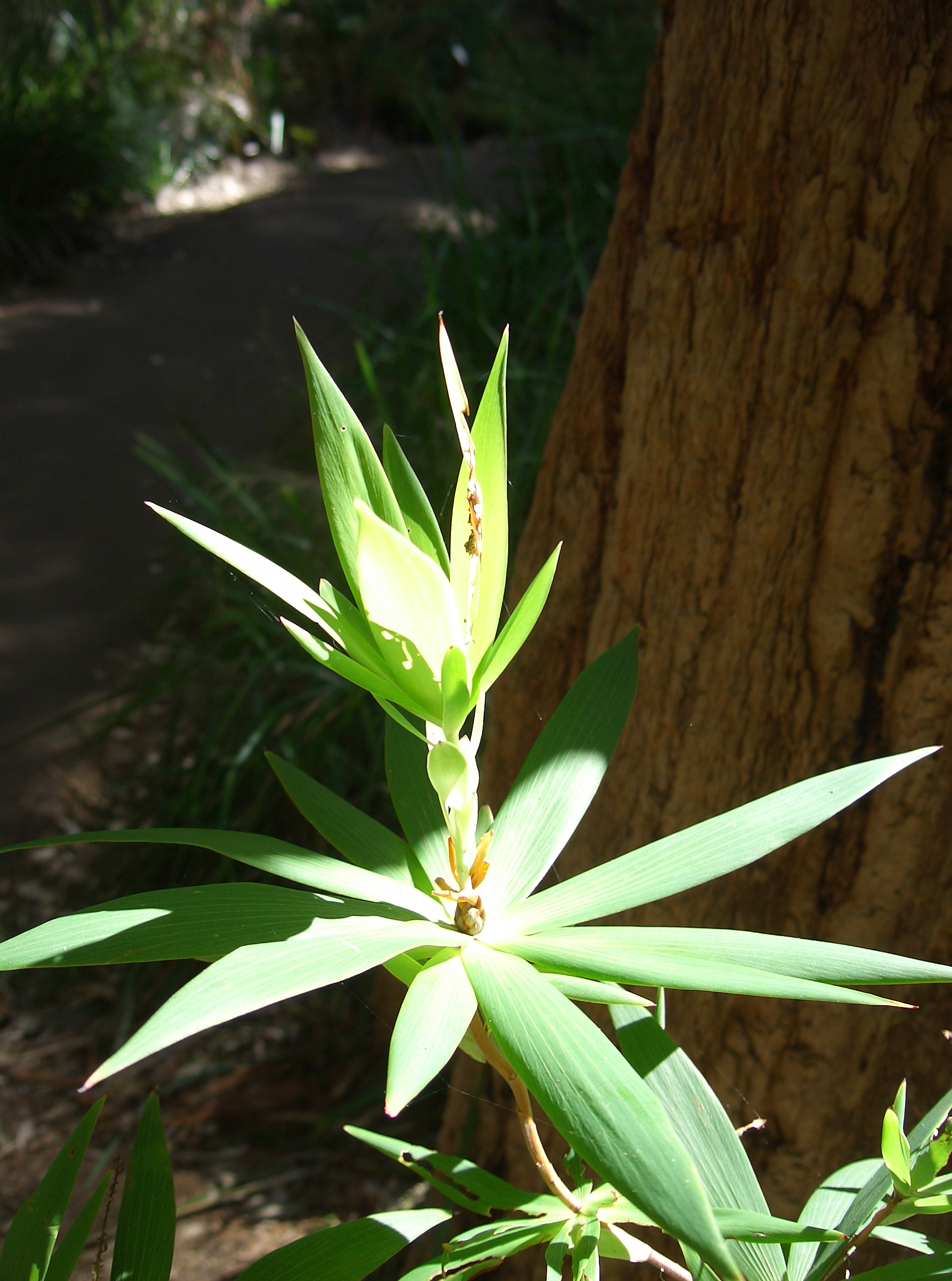